# Larqué Foot
Pour les articles homonymes, voir Larqué.
Larqué Foot est une émission de radio sur RMC animée par Jean-Michel Larqué de septembre 2002 à juin 2018.

## Historique
Larqué Foot est créée en septembre 2002 avec Jean Resseguié le dimanche de 10h à midi.
À la rentrée 2003, Larqué Foot est diffusée le vendredi soir de 18 h à 19 h 30 (initialement 18 h-19 h) en plus du dimanche matin. Une autre version de Larqué Foot est consacrée au football européen le dimanche de 18 h à 20 h 30 sous le nom Larqué Foot Européen.
A la rentrée 2006, Larqué Foot est l'émission radio sur le football la plus écoutée en France. En septembre 2006, l'émission du vendredi est supprimée car Bernard Laporte anime Direct Laporte de 18 h à 19 h 30. Mais elle revient en septembre 2007, de 16 h à 18 h, il n'y a alors plus de Larqué Foot Européen.
En septembre 2012, Larqué Foot Dimanche dit "La Messe du Foot" est déplacée du matin au soir à 19 h. Jean-Michel Larqué reste présent le dimanche matin puisqu'il est chroniqueur dans la nouvelle émission Les Grandes Gueules du sport chaque dimanche matin. Le coprésentateur historique Jano Rességuié quitte l'émission pour présenter l'Intégrale Foot. Il est remplacé par Christophe Paillet pour le show du vendredi, et par Jean-François Pérès pour celui du dimanche.
À la rentrée 2013, Pierre Dorian prend la coanimation de Larqué Foot le vendredi. L'émission du dimanche soir est supprimée de la grille des programmes de RMC.
À la rentrée 2014, Larqué Foot change d'horaire le vendredi, désormais de 19h à 20h30 et revient le samedi et le dimanche de 18h à 20h. Jean-Michel Larqué est accompagné de Jean-Louis Tourre pour ces émissions.
À la rentrée 2015, l'émission change d'horaire, étant dorénavant proposée du mardi au jeudi de 20h à 22h, et le vendredi de 18h à 20h. À la rentrée 2016, seule l'émission du vendredi entre 18h et 20h est conservée.
Jean-Michel Larqué décide de prendre sa retraite en 2018. Il présente sa dernière émission le 8 juin 2018. Larqué Foot est remplacée par l'émission Ici c'est Willy animée par Willy Sagnol à partir du 24 août.

## Émission
Le vendredi à 18h, Jean-Michel Larqué alias « Capitaine » ouvre la grande revue d'effectifs du week-end football. Avec Rolland Courbis et les auditeurs de RMC, il dissèque les équipes et présente les enjeux du week-end de championnat de France de football. Il traite également de football européen avec les correspondants de RMC à l'étranger surnommés les "Drôles de dames" : Philippe Auclair (en Angleterre), Simone Rovera (en Italie), Fred Hermel (en Espagne) et David Lortholary (en Allemagne).

## Chroniques
- Le 1 contre 1
- La semaine du capitaine
- Les Paris RMC

## Le blog de Larqué Foot
Sur le site internet de RMC Sport on peut retrouver le blog de Jean-Michel Larqué. Avec chaque jour un éditorial et des extraits d'émissions.